# Kokrhel větší

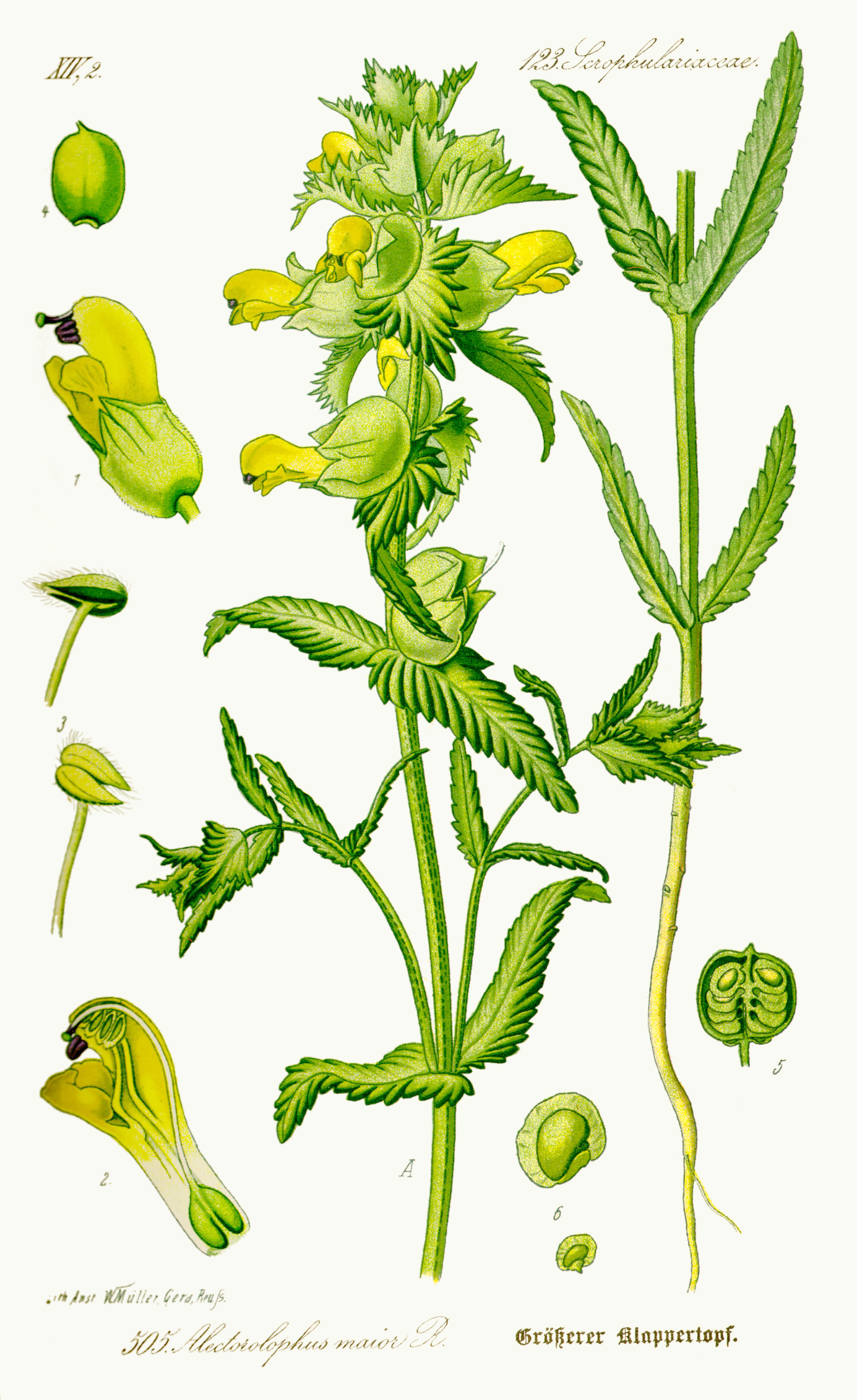
Zobrazení kokrhele většího

Kokrhel větší (Rhinanthus major, někdy též Rhinanthus serotinus) je jednoletá poloparazitická bylina, kvetoucí citrónově žlutě.
Druh se značnou vnitrodruhovou variabilitou, klasifikace je problematická. Čeští a slovenští autoři (M. Smejkal 1981, J. Dostál 1989, Dostál a Červenka 1992) považují za nomenklaturní typ Rhinanthus major var. serotinus Schönh. a pro tuto taxonomickou skupinu uplatňují jméno Rhinanthus serotinus (Schönh.) Oborny.
Autoři Flóry Slovenska považují za nomenklaturní typ Rhinanthus serotinus (Schönh.) Oborny, který zahrnuje:
- ekotyp letní až pozdní R. serotinus subsp. serotinus (syn. R. major sub. serotinus) (Schönh.) Soó 1929
- ekotyp horský R. serotinus subsp. lycae (Soó) Dostál
- ekotyp jarní R. serotinus subsp. grandiflorus (Wallr.) Janch.
- ekotyp letní R. serotinus subsp. aestivalis (N. W. Zinger) Dostál
- ekotyp letní až pozdní R. serotinus subsp. polycladus (Chabert) Dostál[2]

## Rozšíření
Vyskytuje se, vyjma severské a středomořské oblasti, v celé Evropě, od Francie na západě po evropské Rusko na východě. Dále jeho areál pokračuje přes sever Malé Asie, Kavkaz a západní Sibiř do Střední Asie. Je rozšířen sice na velkém území, ale jeho výskyt je ostrůvkovitý a místy sporadický.
V ČR se vyskytuje téměř na celém území, ale značně nerovnoměrně. Někde je vzácný nebo zcela chybí, naopak nejintenzivněji roste v oblastech Šumavy, Novohradských a Železných hor. Objevuje se od nížin až po nadmořskou výšku 1160 m.

## Ekologie
Roste na různých typech luk, pastvin, vysokostébelných niv, polí, po okrajích lesů, křovin a cest v hlinitých i písčitých půdách. Je kořenový poloparazit, který od hostitelské rostliny získává vodu s rozpuštěnými minerálními látkami a zbytek asimilátů si vytváří fotosyntézou. Rostlina kvete od května do září.

## Popis

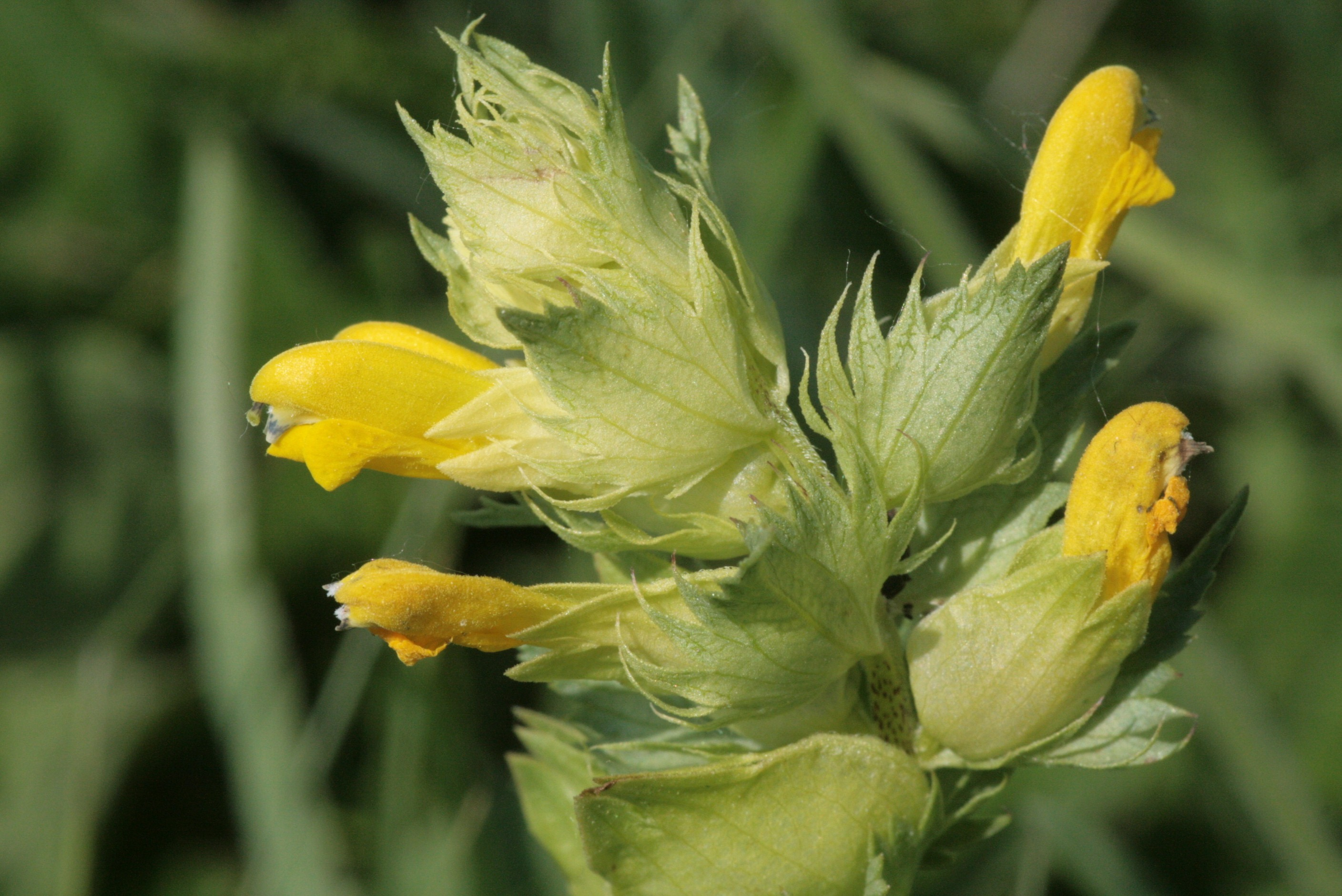
květy

Jednoletá rostlina s přímou, hustě větvenou, zpravidla fialově čárkovanou lodyhou vysokou 10 až 80 cm. Je porostlá přisedlými listy úzce kopinatými až eliptickými, dlouze zašpičatělými a po obvodě pilovitými. Listeny má trojúhelníkovité, tupě špičaté, u báze nejširší a po obvodě zubaté; spodní jsou zelené a horní žlutozelené, červenavé nebo fialově naběhlé.
Květenství je krátký, hustý hrozen složený z osmi až dvanácti oboupohlavných květů. Lysý kalich je světle zelený až načervenalý, za květu úzce vejčitý a za plodu nafouklý, s ostře špičatými cípy. Dvoupyská, citrónově žlutá, 1,5 až 2 cm dlouhá koruna má centimetrovou trubku mírně prohnutou vzhůru. Dolní pysk bývá za plného květu přitlačen k mírně vyklenutému hornímu a ústí koruny je tím zavřeno nebo jen mírně pootevřeno. Světlé nitky nesou tmavě fialové prašníky; lysý semeník má světlou čnělku s kulovitou bliznou.
Plody jsou 12 mm velké tobolky obsahující několik plochých semen s křídlatým lemem 1 mm širokým. Semena dozrávají v závislosti na klimatických podmínkách od začátku června. Když tobolka pukne, semena v ní zůstávají, dokud nejsou vytřesena větrem, divokou zvěří, dobytkem nebo zemědělskou technikou. Po tu dobu v tobolce lehce chřestí – odtud slovenské rodové jméno „štrkáč“. Přestože semena mají blanitý lem, nebývají ani s přispěním větru zanášena od mateřské rostliny dále než 1,3 m, nejdále jsou šířena zemědělskými stroji nebo při svozu sena. Semena mohou uzrát i tři dny po posečení rostliny.

## Rozmnožování
Kokrhel větší se rozmnožuje výhradně semeny. Po chladné zimní stratifikaci semena klíčí již při teplotě 4 °C až 10 °C, a to nezávisle na přítomnosti hostitelské rostliny. Nejbližší období po vyklíčení do stadia semenáčku je pro rostlinu nejkritičtější; rostlina má malou schopnost získávat a využívat anorganické látky z půdy a je citlivá na sucho a zastínění. Semenáček postupně vyvine speciální, do 10 cm dlouhé kořínky, které najdou kořeny hostitelské rostliny, proniknou do jejího xylému a pomocí haustorií se připojí do cévního systému, odkud čerpají vodu s rozpuštěnými minerály. Parazitují nejčastěji na rostlinách z čeledi lipnicovitých a bobovitých. Pokud se semenáčku nepodaří propojit s dárcovskou rostlinou, roste jen chabě, brzy usychá a nikdy nevykvete.

## Význam
Stejně jako ostatní druhy rodu kokrhel škodí kokrhel větší hostitelským rostlinám tím, že jim odčerpává živiny. (Rostliny jsou menšího vzrůstu a oslabena je i tvorba semen.) Způsobené škody však bývají malé, pokud není kokrhel rozšířen abnormálně.
Nejčastějšími hostiteli poloparazitů jsou trávy (Poaceae – lipnicovité) – potlačení dominance trav podporuje růst bylin, které se proti parazitaci dovedou bránit. Vlivu poloparazitů lze tedy využít k obohacení degradovaných luk o slabé konkurenty trav. V ČR probíhají experimenty testující možnost potlačit silně rozšířenou třtinu křovištní pomocí kokrhele většího a kokrhele luštince (Rhinanthus alectorolophus).